# Hugo Distler
Hugo Distler (Núremberg, 24 de junio de 1908-Berlín, 1 de noviembre de 1942) fue un compositor alemán.

## Vida

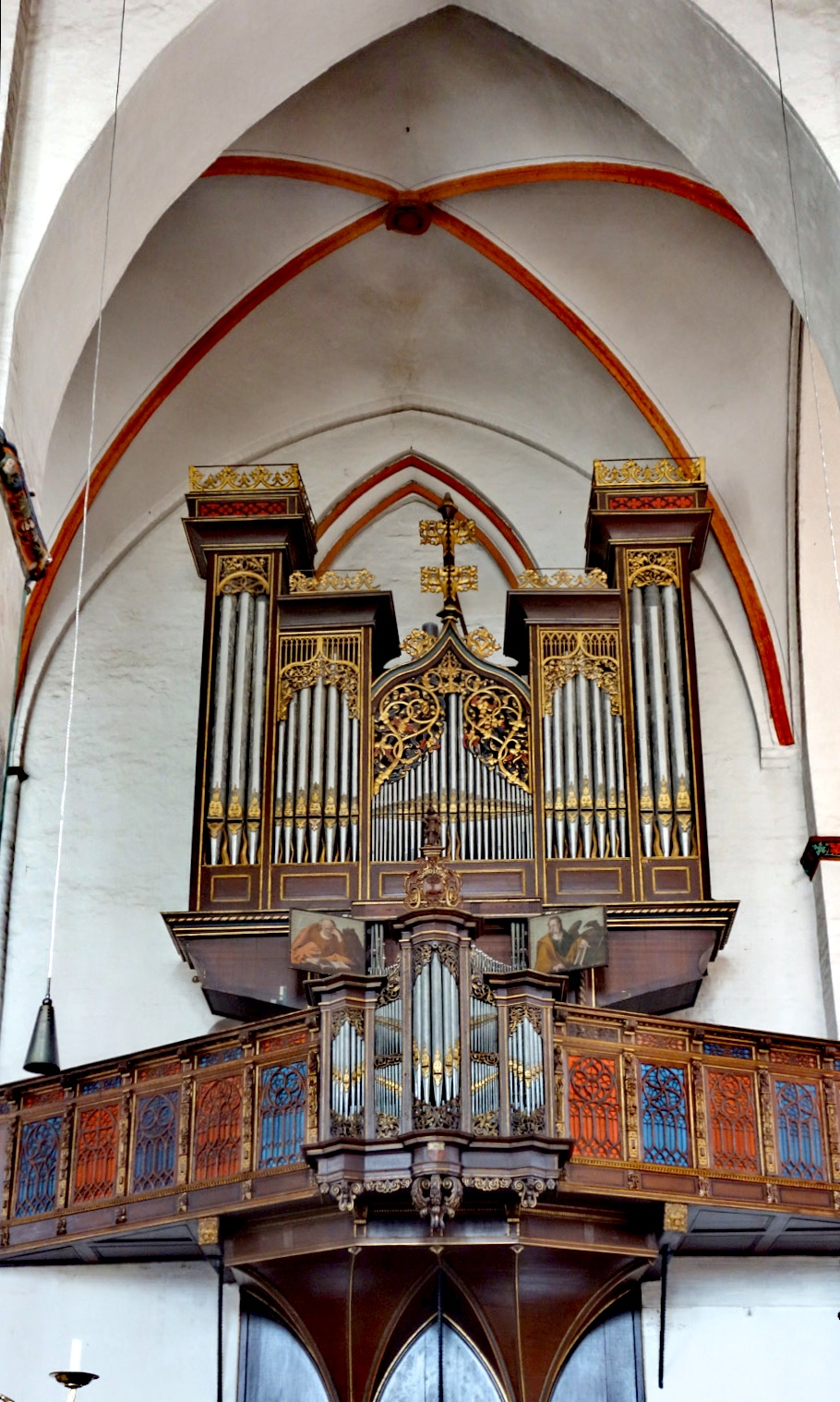
El órgano Stellwagen de la iglesia San Jacobo de Lubeck.

Estudió en el Conservatorio de Leipzig, comenzando con dirección de orquesta y piano como instrumento complementario, posteriormente, aconsejado por sus profesores Hermann Grabner (Armonía) y Günther Ramin (órgano) se dedicó al estudio de la composición y al órgano. 
Su primer puesto de organista fue en la iglesia de St. Jacobi en Lübeck en 1931. Posteriormente enseña en la escuela de Música Religiosa de Spandau, luego enseña también en Stuttgart. 
En 1940 es nombrado profesor de composición y órgano en la Escuela Superior de Música de Berlín. Dirige allí el coro de la escuela. 
Sus obligaciones no le dejan el tiempo libre que desea para la composición.
Sufriendo el horror de la guerra y ante la persecución y desaparición de muchos de sus compañeros y amigos, ataques aéreos, presiones en su trabajo y la obligación de enrolarse en las filas de la Wehrmacht
(ejército alemán) decide suicidarse inhalando gas en Berlín a la edad de 34 años. 

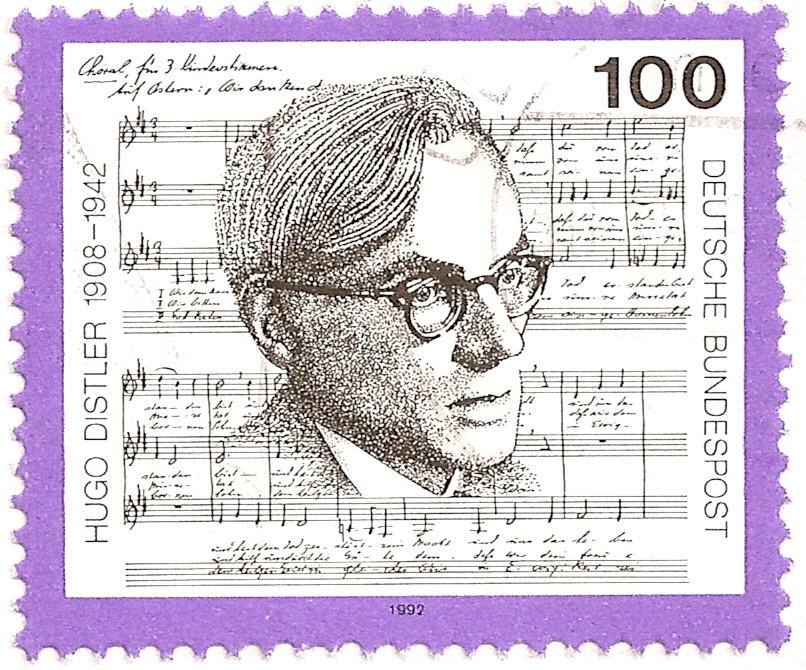
Hugo Distler en un sello del correo alemán, de 1992.

Distler es el representante más importante del espíritu renovador de la música evangélica luterana posterior a 1920. Sus propósitos e ideales son claramente reflejados en su música, a pesar de que busca un nivel técnico de interpretación sencillo. El nivel artístico que alcanza es sin embargo muy alto.
Su música vocal se orienta y adapta a las posibilidades de la voz humana. Melódicamente tiene raíces en modo griego y escalas pentatónicas.
Sus ritmos interesantes y variables se inspiran en prototipos del Renacimiento y del Barroco.
Los nazis definieron sus obras como "Entartete Kunst" (arte degenerado).

## Obra
Distler es muy conocido por su contribución a la música coral de contenido religioso. Entre sus obras corales se pueden citar:
- Der Jahrkreis (52 obras para 2 y 3 voces. Sirve a las exigencias de la liturgia evangélica , 1933).
- La Pasión Coral para coro mixto y 5 voces y dos cantantes solistas(1933).
- La Historia de la Navidad para coro mixto y 4 solistas (1933).
- La Geistliche Chormusik op. 12 Música espiritual (una colección de 9 motetes para el año eclesiástico compuesta entre 1935 y 1941, donde en el N.º 2 se encuentra la Danza de la muerte (Totentanz), para el Totensonntag'.
- El Libro de corales de Mörike- (1939).